# Петроченко, Фёдор Игнатьевич
Фёдор Игна́тьевич Петроче́нко (1875 — после 1918) — член II Государственной думы от Витебской губернии, крестьянин.

## Биография

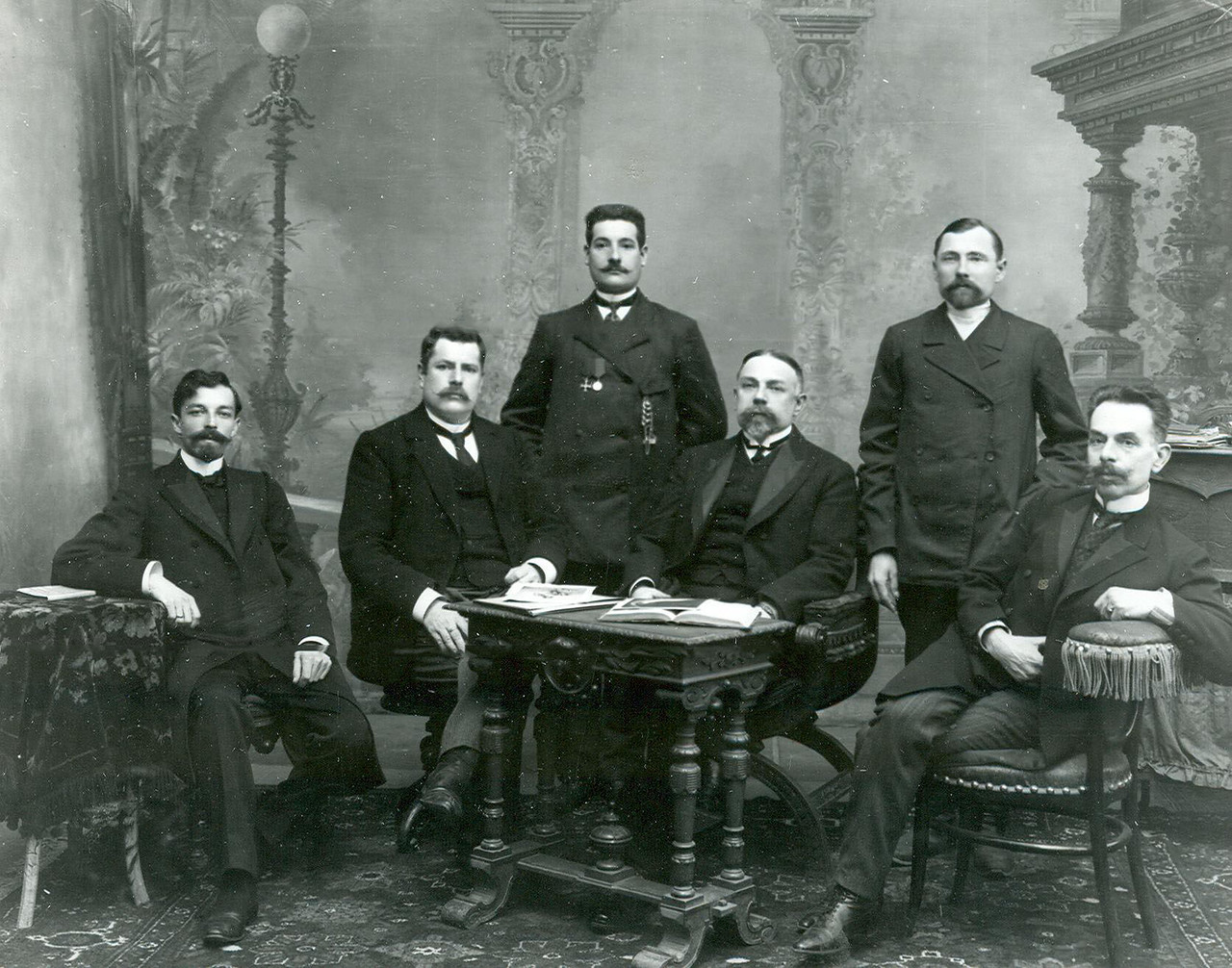
Депутаты Государственной думы II созыва от Витебской губернии: сидят: (слева направо) А. В. Бурмейстер, Э. А. Казрич, М. М. Бениславский, Г. К. Дымша, стоят: Ф. И. Петроченко, Е. П. Быков.

Православный, крестьянин деревни Дубровницы Владимирской волости Полоцкого уезда.
Окончил народное училище. Три года служил придворным почтальоном на даче «Александрия» в Петергофе. Участвовал в русско-японской войне, был награждён Георгиевским крестом (1905).
Затем занимался земледелием (26 десятин надельной и приобретенной земли).
В феврале 1907 года был избран в члены II Государственной думы от Витебской губернии съездом уполномоченных от волостей. Входил в группу беспартийных. Состоял членом комиссии о помощи безработным. Подписал заявление группы умеренных крестьян по аграрному вопросу. Выступал на общих думских собраниях.
14 апреля 1907 года участвовал в депутации правых думцев-крестьян, получивших аудиенцию у Николая II. После Третьеиюньского переворота подписал телеграмму на имя царя с благодарностью за роспуск Думы и изменение избирательного закона.
После введения земства в Западном крае избирался членом Полоцкой уездной земской управы (в 1911—1913 и 1916—1918 годах). Судьба после 1918 года неизвестна.